# Giuseppe Giacosa
Giuseppe Giacosa, italijanski libretist in pesnik, * 21. oktober 1847, Colleretto Parella pri Torinu, Italija, † 1. september 1906, Colleretto Parella, Italija.
Najbolj je poznan kot solibretist naslednjih Puccinijevih oper:
- La boheme,
- Tosca,
- Madama Butterfly.